# Liste der Biografien/Gerg
Liste der Biografien |
Portal Biografien |
Personensuche
# |
A |
B |
C |
D |
E |
F |
G |
H |
I |
J |
K |
L |
M |
N |
O |
P |
Q |
R |
S |
T |
U |
V |
W |
X |
Y |
Z |
?
 
Ga |
Gb |
Gc |
Gd |
Ge |
Gf |
Gh |
Gi |
Gj |
Gk |
Gl |
Gm |
Gn |
Go |
Gp |
Gq |
Gr |
Gs |
Gu |
Gv |
Gw |
Gy |
Gz
 
Gea |
Geb |
Gec |
Ged |
Gee |
Gef |
Geg |
Geh |
Gei |
Gej |
Gek |
Gel |
Gem |
Gen |
Geo |
Gep |
Ger |
Ges |
Get |
Geu |
Gev |
Gew |
Gex |
Gey |
Gez
 
Gera |
Gerb |
Gerc |
Gerd |
Gere |
Gerf |
Gerg |
Gerh |
Geri |
Gerk |
Gerl |
Germ |
Gern |
Gero |
Gerp |
Gerr |
Gers |
Gert |
Geru |
Gerv |
Gerw |
Gery |
Gerz
Die Liste der Biografien führt alle Personen auf, die in der deutschsprachigen Wikipedia einen Artikel haben. Dieses ist eine Teilliste mit 40 Einträgen von Personen, deren Namen mit den Buchstaben „Gerg“ beginnt.

## Gerg
- Gerg, Annemarie (* 1975), deutsche Skirennläuferin
- Gerg, Blasius (1927–2007), deutscher Bildhauer
- Gerg, Christine (* 1977), deutsche Freestyle-Skisportlerin
- Gerg, Hilde (* 1975), deutsche Skirennläuferin
- Gerg, Michaela (* 1965), deutsche SkirennläuferinMichaela Gerg (* 1965)

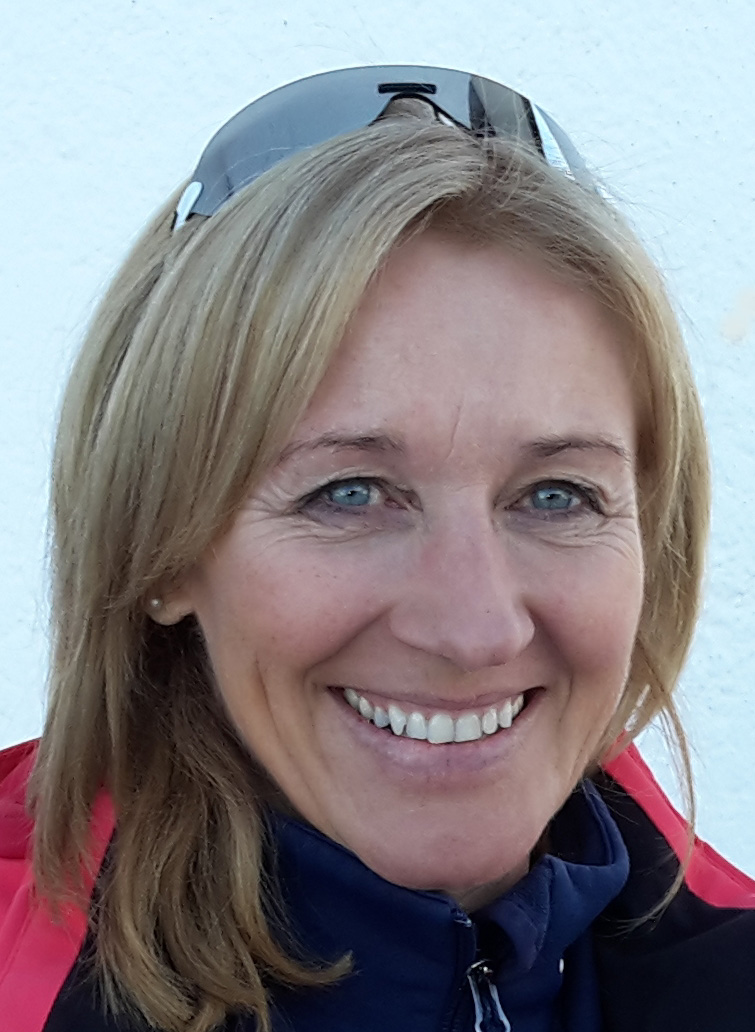
Michaela Gerg (* 1965)

### Gerga
- Gerganow, Ewgeni (* 1975), bulgarischer Radrennfahrer
- Gerganowa, Petja (1905–1985), bulgarische Schauspielerin
- Gergaud, Jacques (1905–1986), französischer Autorennfahrer
- Gergaut, Gerhard (1949–1981), deutscher Polizist

### Gerge
- Gergel, Remus (* 1974), deutscher Anglist
- Gergel, Roman (* 1988), slowakischer Fußballspieler
- Gergeležiu, Sofija (* 2003), lettische Fußballspielerin
- Gergeltschewa, Daniela (* 1964), bulgarische Tischtennisspielerin
- Gergely, Ágnes (* 1933), ungarische Schriftstellerin
- Gergely, Gábor (* 1953), ungarischer Tischtennisspieler
- Gergely, István (* 1976), ungarischer Wasserballer
- Gergely, Jenő (1944–2009), ungarischer Historiker, Professor für Geschichte der Neuzeit
- Gergely, László (* 1941), rumänischer Fußballspieler
- Gergely, Nicole (* 1984), österreichische Golfproette
- Gergely, Stefan M. (* 1950), österreichischer Journalist und Sachbuchautor
- Gergely, Tibor (1900–1978), ungarisch-amerikanischer Buchillustrator
- Gergelyová, Nikola (* 1997), tschechische Grasskiläuferin
- Gergen, Andreas (* 1973), deutscher Schauspieler und Regisseur für Oper, Operette und Musical
- Gergen, Kenneth J. (* 1934), US-amerikanischer Psychologe und Hochschullehrer
- Gergen, Michael (* 1987), US-amerikanischer Eishockeyspieler
- Gergen, Thomas (* 1971), deutscher Rechtswissenschaftler und Hochschullehrer
- Gergens, Anton (1805–1875), nassauischer Politiker
- Gerger, Alfred (1890–1953), österreichischer Architekt
- Gerger, Franz (1867–1937), österreichischer Radrennfahrer
- Gerger, Leo (1923–2001), österreichischer Maler, Grafiker und Emailleur
- Gerger, Murat (* 1971), türkischer Fußballspieler
- Gerger, Rudolf Otto (1880–1975), österreichischer Architekt
- Gergerlioğlu, Ömer Faruk (* 1965), türkischer Pneumologe, Menschenrechtsaktivist und Mitglied des türkischen Parlaments

### Gergg
- Gerggeat Gongkul (* 2001), thailändischer Fußballspieler

### Gergi
- Gergijew, Waleri Abissalowitsch (* 1953), sowjetischer und russischer Dirigent und IntendantWaleri Abissalowitsch Gergijew (* 1953)

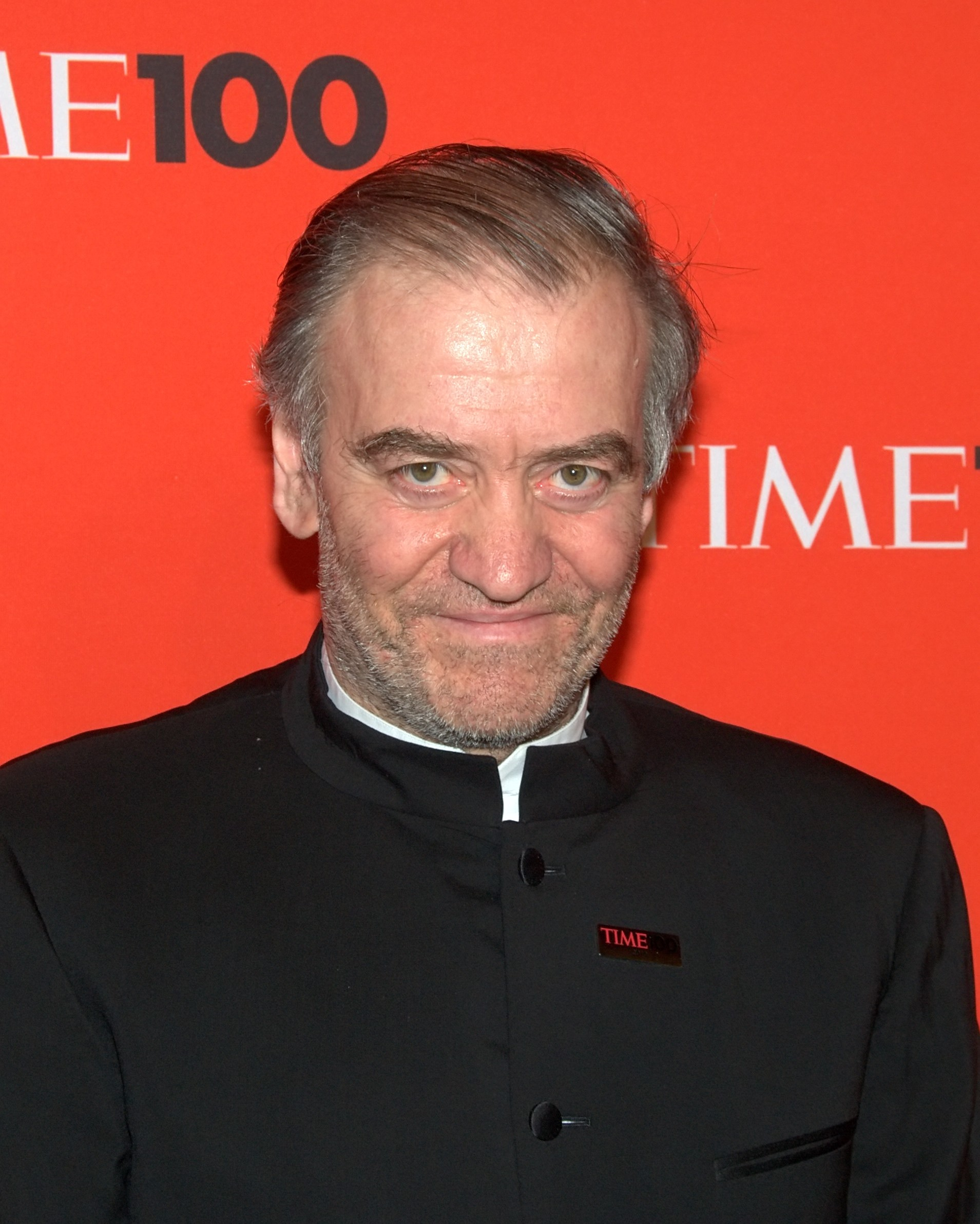
Waleri Abissalowitsch Gergijew (* 1953)

### Gergo
- Gergonne, Joseph (1771–1859), französischer Mathematiker
- Gergova, Gergana (* 1981), bulgarische Geigerin
- Gergow, Krassimir (* 1961), bulgarischer Unternehmer
- Gergow, Nikolai (* 1978), bulgarischer Ringer

### Gergy
- Gergye, Roland (* 1993), ungarischer Volleyballspieler